# Воїн Мирон Якович
Мирон Якович Воїн (1907, місто Овруч, тепер Житомирської області — ?) — український радянський діяч, 3-й секретар Київського міськкому КП(б)У, 1-й секретар Молотовського райкому КП(б)У міста Києва.

## Біографія
Народився в єврейській родині. З 1920 до 1925 року працював підмайстром у шевській майстерні, помічником кочегара на лісопильному заводі.
У 1925—1926 роках навчався в окружній партійній школі.
Член ВКП(б) з 1926 року.
У 1926—1930 роках — на комсомольській та партійній роботі.
У 1930—1935 роках — студент індустріального інституту.
У 1935—1937 роках — інженер друкарні «Комуніст» у Києві.
У 1937 році — 1-й секретар Молотовського районного комітету КП(б)У міста Києва.
26 серпня — після жовтня 1937 року — 3-й секретар Київського міського комітету КП(б)У.
Подальша доля невідома.